# Podlanica (biljni rod)
Podlanica (pernatka, ; lat. Caucalis), monotipski rod  trajnica iz porodice štitarki. Jedina vrsta je Caucalis platycarpos iz Europe (uključujući Hrvatsku gdje se naziva mrkvasta podlanica.) i Srednje Azije

## Sinonimi
- Ageomoron royenii (L.) Raf.; Good Book Amenit. Nat. Philad. 56 (1840)
- Caucalis barcinonensis Sennen; Pl. Espagne no. 3387, in sched., nom. nud.
- Caucalis daucoides L.; Syst. Nat. ed. 12. 2: 205 (1767), nom. illeg.
- Caucalis daucoides subsp. echinophora Domin; Preslia 13-15: 158 (1935)
- Caucalis lappula (Weber) Grande; Bull. Ort. Bot. Napoli 5: 194 (1918), nom. illeg.
- Caucalis latifolia Lam.; Fl. Franç. 3: 426 (1779), nom. illeg.
- Caucalis linearifolia Req. ex DC.; Prodr. 4: 219 (1830)
- Caucalis longepedunculata Sennen; Pl. Espagne no. 3388, in sched., nom. nud.
- Caucalis longepedunculata var. oligocarpa Sennen; Pl. Espagne no. 3389, in sched., nom. nud.
- Caucalis maritima Lam.; Fl. Franç. 3: 426 (1779), nom. illeg.
- Caucalis platycarpos subsp. echinophora Domin; Preslia 13-15: 158 (1935)
- Caucalis queraltii Sennen; Bol. Soc. Aragonesa Ci. Nat. 15: 257 (1916)
- Caucalis royenii (L.) Crantz; Cl. Umb. Emend. 109 (1767)
- Caucalis tenuifolia Salisb.; Prodr. Stirp. Chap. Allerton 161 (1796)
- Conium royenii L.; Sp. Pl. 243 (1753)
- Daucus caucalis E.H.L.Krause; Sturm, Fl. Deutschland, ed. 2, 12: 159 (1904), nom. illeg.
- Daucus lappula Weber; Wigg.,, Prim. Fl. Holsat.: 23 (1780), nom. illeg.
- Daucus platycarpos (L.) Scop.; Fl. Carn. ed. II. 1: 190 (1771)
- Daucus platycarpos f. argenteus Bolzon; Nuovo Giorn. Bot. Ital., n.s. 20: 320 (1913)
- Daucus platycarpos f. foliosus Bolzon; Bull. Soc. Bot. Ital. 1908: 8 (1908)
- Daucus platycarpos f. microcarpus Bolzon; Nuovo Giorn. Bot. Ital., n.s. 20: 320 (1913)
- Daucus royenii (L.) Baill.; Hist. Pl. 7: 89 (1879)
- Orlaya platycarpos (L.) W.D.J.Koch; Nova Acta Phys.-Med. Acad. Caes. Leop.-Carol. Nat. Cur. 12(1): 79 (1824)